# Kłódno
Kłódno – wieś w Polsce położona w województwie łódzkim, w powiecie poddębickim, w gminie Wartkowice.
| SIMC    | Nazwa          | Rodzaj                 |
| ------- | -------------- | ---------------------- |
| 0716477 | Jadwisin       | część wsi (do 2023 r.) |
| 0716490 | Kłódno-Kolonia | część wsi (do 2023 r.) |
| 0716508 | Pieńki         | część wsi              |

W latach 1975–1998 miejscowość administracyjnie należała do województwa sieradzkiego.
Przez wieś przebiega Magistrala węglowa Gdynia – Śląsk. W miejscowości znajduje się stacja kolejowa Kłudna.